# Pygoptosia eugeniae
Pygoptosia eugeniae är en skalbaggsart som först beskrevs av Ludwig Ganglbauer 1884.  Pygoptosia eugeniae ingår i släktet Pygoptosia och familjen långhorningar.
Artens utbredningsområde är Iran. Inga underarter finns listade i Catalogue of Life.